# Valmiki
Valmiki (/vɑːlˈmiːki/ ; sànscrit: वाल्मीकि Vālmīki [Ʋaːlmiːkɪ]) és considerat un mític herald i poeta en la literatura sànscrita. Se li atribueix l'èpica Ramayana, que data d'entre el segle V aC i el segle I aC, basant-se en l'atribució del text. És venerat com Ādi Kavi, el primer poeta, autor de Ramayana, el primer poema èpic.
El Ramayana, escrit originalment per Valmiki, consta de 24.000 shlokas i set cantos (kaṇḍas). El Ramayana està compost per unes 480.002 paraules, sent una quarta part de la longitud del text complet del Mahabharata o aproximadament quatre vegades la longitud de la Ilíada. El Ramayana explica la història d'un príncep, Rama de la ciutat d'Ayodhya al Regne de Kosala, la dona del qual, Sita és segrestada per Ravana, el rei dimoni (Asura) de Lanka. El Ramayana de Valmiki està datat de diverses maneres del 500 aC fins al 100 aC o sobre coavaluació amb les primeres versions del Mahabharata. Com passa amb moltes epopeies tradicionals, ha passat per un procés d'interpolacions i redaccions, cosa que fa que no es puga datar amb precisió.
El satíric britànic Aubrey Menen diu que Valmiki va ser "reconegut com un geni literari" i, per tant, va ser considerat "un fora de la llei", presumiblement a causa del seu "escepticisme filosòfic", com a part d'un període de "Il·lustració índia". Valmiki també se cita com el contemporani de Rama. Menen afirma que Valmiki és "el primer autor de tota la història a incorporar-se a la seva pròpia composició".

## Etimologia
En idioma sànscrit, Vālmīki significa «turó de la formiga» (formiguer), derivada de la paraula vamrī-Kuta (muntanya [de terra] de formigues), sent vamrā: 'formiga' en l'antic sànscrit rigvédic.

## Primers anys
Valmiki va néixer com Agni Sharma, fill d'un bramà anomenat Pracheta (també conegut com Sumali) de Bhrigu gotra. Segons la llegenda, va conèixer al gran savi Narada i va tenir un discurs amb ell sobre les seves funcions. Emocionat per les paraules de Narada, Agni Sharma va començar a fer penitència i va cantar la paraula "Mara" que significava "morir". Mentre realitzava la seva penitència durant diversos anys, la paraula es va convertir en "Rama", el nom de Lord Vishnu. Al voltant d'Agni Sharma es van formar enormes formiguers i això li va valer el nom de Valmiki. Agni Sharma, rebatejat com a Valmiki, va aprendre les escriptures de Narada i es va convertir en el més important dels ascetes, venerat per tothom.
També existeixen llegendes sobre que Valmiki havia estat un lladre abans de convertir-se en un rishi. El Nagara Khanda de l'Skanda Purana a la seva secció sobre la creació de Mukhara Tirtha menciona que Valmiki va néixer bramà, amb el nom de Lohajangha i era un fill devot dels seus pares. Tenia una bella dona i tots dos eren fidels. Una vegada, durant una sequera que va durar dotze anys, Lohajangha, pel bé de la seva famolenca família, va començar a robar a la gent que trobava al bosc. Així, va conèixer els set savis o Saptarishi i també va intentar robar-los. Però els savis erudits van compadir-se d'ell i li van mostrar la bogeria dels seus camins. Un d'ells, Pulaha li va donar un Mantra per meditar i el lladre convertit en brahmà es va quedar tan absort en la seva recitació que les formigues van pujar al voltant del seu cos. Quan els savis van tornar i van sentir el so del mantra que provenia del turó de les formigues, el van beneir i li van dir: "Ja que vas aconseguir un gran Siddhi assegut dins d'un Valmīka (un formiguer), et faràs conegut al món com Vālmīki."

## El primer shloka

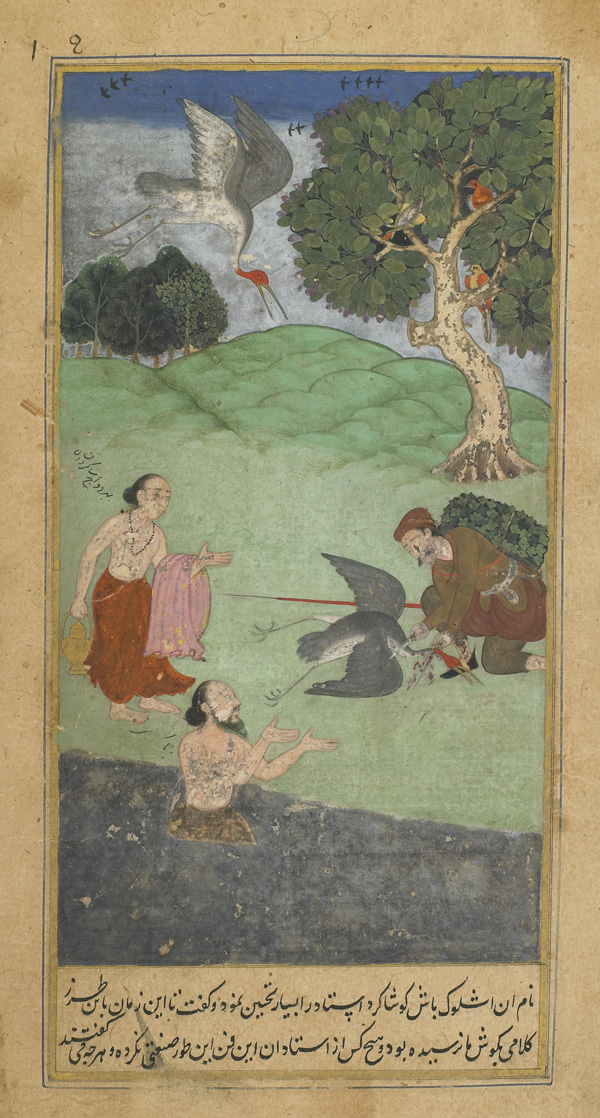
Pàgina del Ramayana on s'il·lustra la composició del primer shloka

Valmiki es dirigia al riu Ganges per les seves ablucions diàries. Un deixeble que es deia Bharadwaja duia la roba. De camí, es van trobar amb el rierol Tamasa. Mirant la riera, Valmiki va dir al seu deixeble: "Mireu, quina aigua més clara, com la ment d'un bon home! Avui em banyaré ací". Quan buscava un lloc adequat per entrar al rierol, va veure una parella de grues aparellant-se. Valmiki es va sentir molt satisfet en veure els ocells feliços. De sobte, colpejat per una fletxa, l'ocell mascle va morir in situ. Omplert de pena, la seva parella va cridar agonitzant i va morir de xoc. El cor de Valmiki es va fondre davant d'aquesta vista lamentable. Va mirar al seu voltant per saber qui havia disparat l'ocell. Va veure un caçador amb arc i fletxes, a prop. Valmiki es va enfadar molt. Es va obrir els llavis i va cridar:
मा निषाद प्रतिष्ठां त्वमगमः शाश्वतीः समाः।
यत्क्रौञ्चमिथुनादेकमवधीः काममोहितम्॥'
mā niṣāda pratiṣṭhā tvamagamaḥ śāśvatīḥ samāḥ
yat krauñcamithunādekam avadhīḥ kāmamohitam
(No trobareu descans durant els llargs anys de l'eternitat
Perquè vas matar un ocell enamorat i insospitant)
Sorgit espontàniament de la ràbia i el dolor de Valmiki, aquest es considera el primer shloka de la literatura sànscrita. Posteriorment, Valmiki va compondre tot el Ramayana amb les benediccions de Lord Brahma en el mateix metre que li va sortir al shloka. Així, aquest shloka és venerat com el primer shloka de la literatura hindú. Valmiki és venerat com el primer poeta o Adi Kavi i Ramayana, el primer kavya (poema).

## Rol en el Ramayana
Valmiki va tenir un paper important a Uttara Kanda, l'últim capítol de l'èpica Ramayana. Es creu que la Uttara Kanda no era obra original de Valmiki. Es creu que va ser pres de Sesha Ramayana. Segons la llegenda, Rama envia Sita al bosc on troba refugi a l'ashram del savi Valmiki, on dona a llum a bessons Lava i Kusha. Lava i Kusha van ser els primers deixebles de Valmiki als quals va ensenyar el Ramayana. Bala Kanda de l'epopeia també explica la història de Valmiki narrant el Ramayana als seus deixebles Lava i Kusha.

## Reencarnació
Vishnudharmottara Purana diu que Valmiki va néixer al Treta Yuga com una forma de Brahma i que les persones que desitjessin obtenir coneixement haurien d'adorar-lo. Posteriorment, es va reencarnar com a Tulsidas, que va compondre els Ramcharitamanas, que era la versió awadhi-hindi del Ramayana.

## Temples

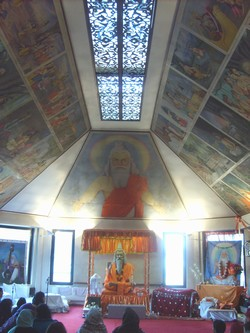
Ashram dedicat a Valmiki

Els seguidors del Balmikisme veneren Valmiki, on també se'l coneix com Lal Beg o Bala Shah, com a patró, amb una gran quantitat de mandirs (temples) dedicats a ell.
Es creu que Tiruvanmiyur, una zona de Chennai, deriva el seu nom de Valmiki, Thiru-Valmiki-Oor. Hi ha un temple per a Valmiki situat en aquest lloc, que es creu que te 1300 anys.

## En la cultura popular
S’han realitzat diverses pel·lícules índies sobre la vida del poeta, la primera Valmiki en 1921 de G. V. Sane; el seguiren Ratnakar de Surendra Narayan Roy el mateix any, Valmiki d'Ellis Dungan en 1946, Valmiki de Bhalji Pendharkar en 1946, Valmiki de Sundarrao Nadkarni el 1946, de C.S.R. Rao Valmiki protagonitzada per Rajkumar el 1963 i Valmiki (protagonitzada per N. T. Rama Rao; 1963), i Sant Valmiki dev1991, d'Arvind Bhatt.
La pel·lícula de Bhatt, que va protagonitzar Suresh Oberoi en el paper titular, no s'ha publicat després que es va presentar un cas contra Oberoi per comentaris considerats ofensius pels membres de la casta Valmiki a l'Índia.

## Traduccions

### Al francès
- 1854-1858. Hippolyte Fauche. Volum 1.[32] Volum 2.[33]
- 1903-1904. Alfred Roussel.[34]

### A l’anglès
- 1870. Ralph T.H. Griffith. The Ramayan of Valmiki.[35]
- 1893. The Ramayana: Translated Into English Prose from the Original Sanskrit of Valmiki.[36][37]

### Al castellà
- 1952. Juan G. de Luaces.[38]

### A l’italià
- 1895. Paolo Emilio Pavolini . Crestomazia del Rámayana: con notizie bibliografiche e con estratti dal commento di Ramavarman.(Només bibliografia).[39]